# Erika de Lone
Pour les articles homonymes, voir Delone.
Erika de Lone (née le 14 octobre 1972 à Boston, Massachusetts) est une joueuse de tennis américaine, professionnelle de juin 1992 à 2002.
Pendant sa carrière, elle a gagné un titre WTA en double dames, remportant en outre dix-huit tournois (neuf en simple, neuf en double) sur le circuit ITF.
Sa sœur aînée, Amy, a aussi joué au début des années 1990, avec moins de succès.

## Palmarès

### Titre en simple dames
Aucun

### Finale en simple dames
| No | Date       | Nom et lieu du tournoi               | Catégorie | Dotation  | Surface    | Vainqueure   | Score    |          |
| -- | ---------- | ------------------------------------ | --------- | --------- | ---------- | ------------ | -------- | -------- |
| 1  | 08/11/1999 | Wismilak International, Kuala Lumpur | Tier III  | 180 000 $ | Dur (ext.) | Åsa Svensson | 6-2, 6-4 | Parcours |

### Titre en double dames
| No | Date       | Nom et lieu du tournoi      | Catégorie | Dotation  | Surface      | Partenaire   | Finalistes                         | Score         |          |
| -- | ---------- | --------------------------- | --------- | --------- | ------------ | ------------ | ---------------------------------- | ------------- | -------- |
| 1  | 19/06/2000 | Heineken Trophy Bois-le-Duc | Tier III  | 170 000 $ | Gazon (ext.) | Nicole Pratt | Catherine Barclay Karina Habšudová | 7-6, 4-3, ab. | Parcours |

### Finale en double dames
| No | Date       | Nom et lieu du tournoi     | Catégorie | Dotation  | Surface    | Vainqueures                    | Partenaire  | Score    |          |
| -- | ---------- | -------------------------- | --------- | --------- | ---------- | ------------------------------ | ----------- | -------- | -------- |
| 1  | 26/04/1993 | Indonesian Champ’s Jakarta | Tier IV   | 100 000 $ | Dur (ext.) | Nicole Arendt Kristine Radford | Amy de Lone | 6-3, 6-4 | Parcours |

## Parcours en Grand Chelem

### En simple dames
| Année | Open d'Australie | Open d'Australie  | Internationaux de France | Internationaux de France | Wimbledon       | Wimbledon        | US Open         | US Open         |
| ----- | ---------------- | ----------------- | ------------------------ | ------------------------ | --------------- | ---------------- | --------------- | --------------- |
| 1990  | 2e tour (1/32)   | Steffi Graf       | -                        | -                        | -               | -                | -               | -               |
| 1991  | 1er tour (1/64)  | Donna Faber       | 1er tour (1/64)          | Tami Whitlinger          | 1er tour (1/64) | Bettina Fulco    | 2e tour (1/32)  | Helena Suková   |
| 1995  | -                | -                 | 1er tour (1/64)          | Sandrine Testud          | -               | -                | 2e tour (1/32)  | Monica Seles    |
| 1996  | 1er tour (1/64)  | Ruxandra Dragomir | -                        | -                        | -               | -                | -               | -               |
| 1997  | -                | -                 | -                        | -                        | -               | -                | 1er tour (1/64) | Naoko Sawamatsu |
| 1999  | 1er tour (1/64)  | Patty Schnyder    | -                        | -                        | 1er tour (1/64) | Mirjana Lučić    | 1er tour (1/64) | Mirjana Lučić   |
| 2000  | 2e tour (1/32)   | Ruxandra Dragomir | 2e tour (1/32)           | Magdalena Grzybowska     | 1er tour (1/64) | Sonya Jeyaseelan | 1er tour (1/64) | Els Callens     |
| 2001  | 1er tour (1/64)  | Barbara Rittner   | -                        | -                        | -               | -                | -               | -               |

À droite du résultat, l’ultime adversaire.

### En double dames
| Année | Open d'Australie             | Open d'Australie           | Internationaux de France     | Internationaux de France | Wimbledon                      | Wimbledon                | US Open                      | US Open                    |
| ----- | ---------------------------- | -------------------------- | ---------------------------- | ------------------------ | ------------------------------ | ------------------------ | ---------------------------- | -------------------------- |
| 1990  | -                            | -                          | -                            | -                        | -                              | -                        | 2e tour (1/16) Lisa Raymond  | Jana Novotná Helena Suková |
| 1993  | -                            | -                          | -                            | -                        | -                              | -                        | 2e tour (1/16) Amy de Lone   | Louise Field K. Kschwendt  |
| 1994  | 1er tour (1/32) Amy de Lone  | Valda Lake Clare Wood      | 1er tour (1/32) Nicole Pratt | Julie Halard N. Tauziat  | -                              | -                        | -                            | -                          |
| 1995  | -                            | -                          | -                            | -                        | -                              | -                        | 1er tour (1/32) Audra Keller | Patricia Hy F. Labat       |
| 1996  | 2e tour (1/16) Audra Keller  | Chanda Rubin A. Sánchez    | 1er tour (1/32) Nicole Pratt | P. Langrová R. Zrubáková | 1er tour (1/32) Nicole Pratt   | A. Dechaume S. Testud    | -                            | -                          |
| 1997  | 2e tour (1/16) Clare Wood    | N. Kijimuta Nana Miyagi    | 2e tour (1/16) R. Zrubáková  | L. Neiland Helena Suková | 1er tour (1/32) Nicole Pratt   | Miho Saeki Yuka Yoshida  | -                            | -                          |
| 1998  | 1er tour (1/32) Liezel Huber | S. Williams V. Williams    | 2e tour (1/16) K. Schlukebir | Likhovtseva Ai Sugiyama  | 2e tour (1/16) Barabanschikova | A. Coetzer S. Testud     | 2e tour (1/16) Nicole Pratt  | L. Davenport N. Zvereva    |
| 1999  | 1er tour (1/32) Nicole Pratt | A. Dechaume Laura Golarsa  | 2e tour (1/16) Nicole Pratt  | L. Davenport Mary Pierce | 1er tour (1/32) Nicole Pratt   | F. Labat D. Monami       | 1er tour (1/32) Nicole Pratt | De Villiers Jessica Steck  |
| 2000  | 1/4 de finale Nicole Pratt   | Lisa Raymond Rennae Stubbs | 1er tour (1/32) Nicole Pratt | J. Husárová M. Zavagli   | 1er tour (1/32) Nicole Pratt   | Silvia Farina Linda Wild | 1er tour (1/32) Nicole Pratt | Kimberly Po A. Sidot       |
| 2001  | 2e tour (1/16) Alicia Molik  | A. Kournikova B. Schett    | 1er tour (1/32) M. Salerni   | De Villiers A. Ellwood   | 1er tour (1/32) S. Jeyaseelan  | T. Garbin J. Husárová    | 1er tour (1/32) A. Ellwood   | Tina Križan K. Srebotnik   |
| 2002  | 2e tour (1/16) V. Razzano    | Nicole Arendt Liezel Huber | -                            | -                        | -                              | -                        | 2e tour (1/16) S. Jeyaseelan | E. Gagliardi H. Nagyová    |

Sous le résultat, la partenaire ; à droite, l’ultime équipe adverse.

### En double mixte
| Année | Open d'Australie | Open d'Australie | Internationaux de France    | Internationaux de France  | Wimbledon                    | Wimbledon                  | US Open | US Open |
| ----- | ---------------- | ---------------- | --------------------------- | ------------------------- | ---------------------------- | -------------------------- | ------- | ------- |
| 1994  | -                | -                | 3e tour (1/8) Joshua Eagle  | Hetherington P. Galbraith | -                            | -                          | -       | -       |
| 1996  | -                | -                | -                           | -                         | 1er tour (1/32) S. Schalken  | S. Siddall D. Sapsford     | -       | -       |
| 1998  | -                | -                | -                           | -                         | 1er tour (1/32) Joshua Eagle | R. McQuillan D. Macpherson | -       | -       |
| 1999  | -                | -                | 2e tour (1/16) Peter Nyborg | L. Neiland Rick Leach     | 3e tour (1/8) Mark Merklein  | B. Rittner Martin Damm     | -       | -       |
| 2000  | -                | -                | -                           | -                         | 1er tour (1/32) Jack Waite   | Lori McNeil Sandon Stolle  | -       | -       |

Sous le résultat, le partenaire ; à droite, l’ultime équipe adverse.

## Classements WTA en fin de saison

### En simple
| Année | 1989 | 1990 | 1991 | 1992 | 1993 | 1994 | 1995 | 1996 | 1997 | 1998 | 1999 | 2000 | 2001 | 2002 |
| Rang  | 298  | 141  | 108  | 229  | 156  | 203  | 117  | 131  | 148  | 171  | 67   | 120  | 181  | 160  |

Source : (en) « Classements de Erika de Lone », sur le site officiel du WTA Tour

### En double
| Année | 1990 | 1991 | 1992 | 1993 | 1994 | 1995 | 1996 | 1997 | 1998 | 1999 | 2000 | 2001 | 2002 |
| Rang  | 288  | 180  | 392  | 135  | 235  | 114  | 105  | 98   | 68   | 112  | 46   | 130  | 123  |

Source : (en) « Classements de Erika de Lone », sur le site officiel du WTA Tour